# Leimuiden

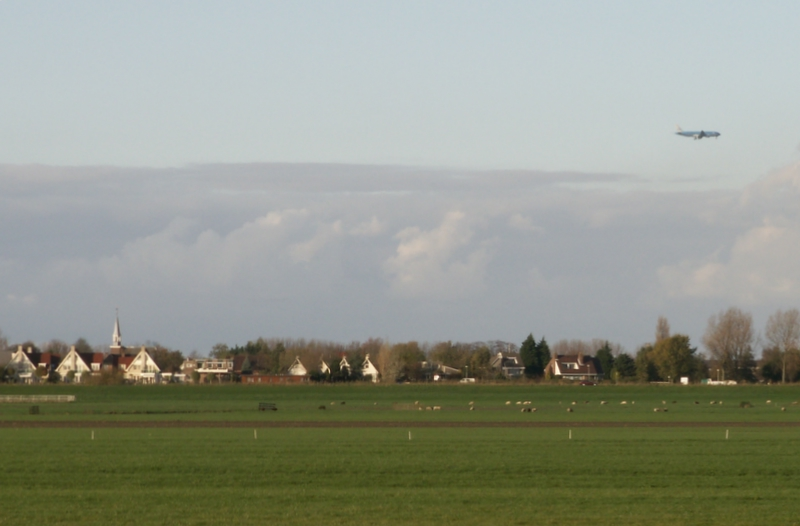
Leimuiden aus südlicher Richtung

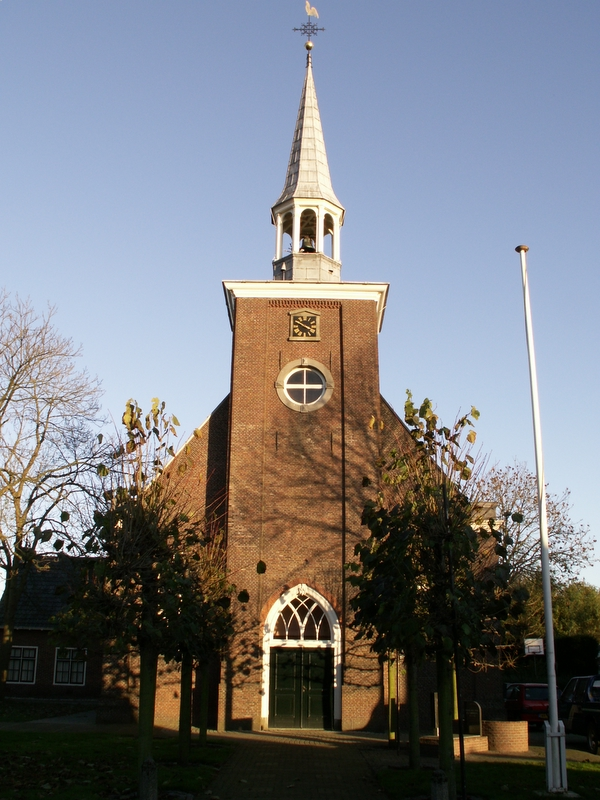
Niederländische Reformierte Dorfkirche

Leimuiden ist ein Dorf in der niederländischen Provinz Südholland. Seit dem 1. Januar 2009 gehört Leimuiden zur Gemeinde Kaag en Braassem, davor zur Gemeinde Jacobswoude. Leimuiden liegt an der Landstraße (niederländisch Provinciale weg) N207 nördlich der Stadt Alphen aan den Rijn.

## Etymologie
Liethemuton, Leijthemuthe, Leithemutha, Laymuien, Leimuijen, Lemuyden, Leijmuijden, Leymuiden oder Leimuiden, bedeutet: Mündung der Lede, Lei oder Liethe.
Es ist nicht nachgewiesen, ob der Fluss Lede tatsächlich hier oder nicht vielleicht weiter nördlich (nahe der ehemaligen Insel Beinsdorp) entlangführte, und ob die damaligen Bewohner infolge eines Hochwassers aus ihrem Wohngebiet in das heutige Leimuiden verzogen sind. In historischen Karten aus dem 17. Jahrhundert ist tatsächlich ein Fluss namens Oude Leymuyden zu erkennen, der seitlich der Straße Herenweg in die Drecht mündet.

## Lage und Wirtschaft

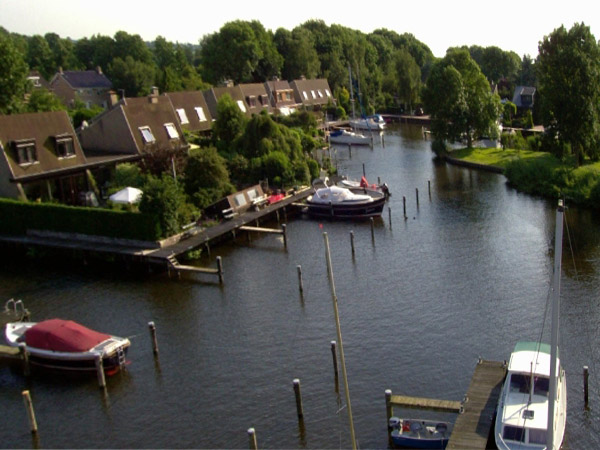
Wohnen am Wasser in Leimuiden

Das Dorf befindet sich im nördlichen Zipfel des für das Ballungsgebiet Randstad ökologisch wichtigen Naturschutzgebietes Het Groene Hart. Mit seinen Fluren und Gewässern ist das Groene Hart ein Anziehungspunkt für den Tourismus, speziell für den Wassersport.
Der internationale Flughafen Schiphol liegt weiter nördlich im angrenzenden Haarlemmermeer Polder in etwa 11 km Entfernung. Er prägt in großem Maße das wirtschaftliche Geschehen der Umgebung. Südlich des Dorfes verläuft der alte Moor-Fluss Drecht, südwestlich liegt der Binnensee Braassemermeer und östlich der Binnensee Westeinder Plassen. Die umliegenden Ländereien waren früher Moore, in denen Torf gestochen wurde. Der angrenzende Ringkanal Ringvaart diente zum Transport. Die tiefliegenden Gebiete (bis zu 4 m unter dem Meeresspiegel) werden Polder genannt und werden heute landwirtschaftlich genutzt.

## Geschichte
Die ersten Siedler des morastigen Landstrichs kamen aus dem Gebiet des römischen Limes bei Albania, dem heutigen Alphen aan den Rijn, das damals – im 4. Jahrhundert nach Chr. – bereits von den Römern verlassen worden war.
Im Laufe der Jahrhunderte festigten sich Handelswege, zum Beispiel der Herenweg zwischen Alphen aan den Rijn und Amsterdam. Am Kreuzpunkt des Herenwegs mit der Drecht entstand das Dorf Leimuiden.

### 10. und 11. Jahrhundert
In alten Urkunden des Grafen von Holland aus dem Jahre 1040 wird der Name Liethemuton bereits genannt. Danach wird Leimuiden erst wieder 1063 erwähnt. Der 21. Bischof von Utrecht, Wilhelmus verleiht dem Abt von Echternach in einer Urkunde vom 28. Dezember das Recht, über die Hälfte der Einnahmen etlicher Kirchen in Holland, unter anderem die von Leimuiden und den benachbarten Siedlungen Woubrugge und Rijnsaterwoude, zu verfügen.

### 12. bis 16. Jahrhundert
1156 kommt Leijthemuthe abermals in einer Urkunde an den Grafen Dietrich VI. von Holland vor, worin Geradus, auch Abt von Echternach, erneut auf Einnahmen der obgenannten Kirchen und Kapellen verzichtet.
Im 12. oder 13. Jahrhundert wurde die hölzerne Kuppel der Dorfkirche durch eine neue aus Stein ersetzt.

### 17. und 18. Jahrhundert
Über die Drecht fuhren viele Handelsschiffe vom Mündungsdelta des Rheins nach Amsterdam; diese Route war kürzer als die über Haarlem und Spaarndam. Auch gab es viel Verkehr über den vorher genannten Herenweg zwischen Amsterdam, Alphen aan den Rijn, Gouda und Rotterdam. Es wird erzählt, dass Ratsherren von Haarlem den Dorfsrat von Leimuiden infiltrierten, um bewusst eine Verengung der Durchfahrt zu erreichen. Hierdurch nahmen größere Schiffe fortan die andere Route, und die Einnahmen für Leimuiden gingen spürbar zurück.
Leimuiden war damals Eigentum des Geschlechts Van Wassenaer aus Warmond. 1666 wurde durch Johan van Wassenaar begonnen, den südöstlich von Leimuiden gelegenen Wassenaarse Polder trockenzulegen. Dieser Polder wurde 1678 in Gebrauch genommen. In der Folgezeit wurde das Gebiet an Fransiscus Paulus Emilius, Graf von Oultremont und Warfusé vererbt.
Schließlich wurde Leimuiden am 13. März 1728 zusammen mit Vriezekoop für 42.000 Gulden durch den Bürgermeister Geelvinck an Amsterdam verkauft.

### 19. und 20. Jahrhundert
Am 17. September 1806 wurde der heutige Dorfplatz eröffnet, nachdem 1772 die alte Bebauung abgerissen worden war.

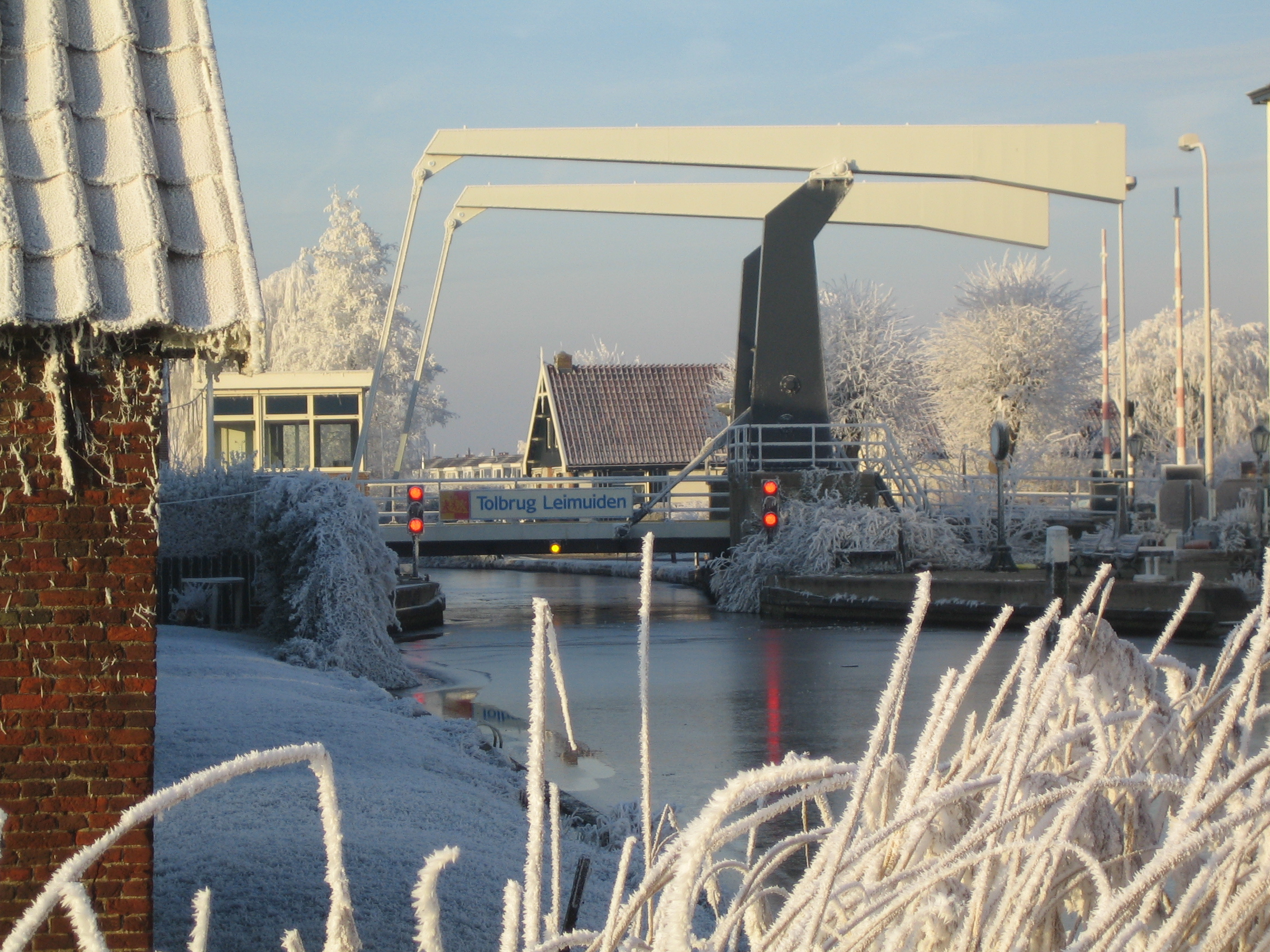
Neue Ziehbrücke in Leimuiden, Winter 2007

1862 wurde die alte hölzerne Brücke über die Drecht durch eine Ziehbrücke ersetzt und fortan, bis 1953, Durchfahrzoll erhoben. In dem Jahr wurde die Betonbrücke für die neue Provinzstraße N207 eröffnet.
1912 wurde ein Bahnhof der Haarlemmermeer-Eisenbahn nahe der Brücke über die Ringvaart eröffnet, der das Dorf mit Leiden und Hoofddorp verband. Der Betrieb dieser Linie wurde allerdings im Jahre 1952 wieder eingestellt.
1991 haben sich die benachbarten Gemeinden Leimuiden, Rijnsaterwoude und Woubrugge zur Gemeinde Jacobswoude zusammengeschlossen.

### 21. Jahrhundert
Am 1. Januar 2009 werden die Gemeinden Jacobswoude (mit dem Ortsteil Leimuiden) und Alkemade fusionieren. Der neue Name der fusionierten Gemeinde ist Kaag en Braassem.

## Sehenswürdigkeiten
- Eine Anzahl alter Bauernhöfe und Wohnhäuser im Willem van de Veldeweg (Nr. 8, 43, 69) und in der Straße Noordeinde (Nr. 5)
- Niederländische reformierte Kirche, erbaut im 17. Jahrhundert
- Römisch-Katholische Kirche
- Pastorenhaus und die Zugangspforte für den Friedhof

## Bekannte Leimuidener
- Bob de Jong (1976), Olympiasieger und Weltrekordhalter im Eisschnelllauf
- Michael Buskermolen, in den Niederlanden bekannter Fußballer
- Herman Krott, Begründer des „Amstel Gold Race“ und vormaliger Mannschaftsführer des Amstel Bier Amateur-Radsportclubs
- Addy Koster, 2005 der erste Niederländische Meister in Bonaken (niederländisches Kartenspiel, etwas vergleichbar mit Skat)